# هيرمان رايت
هيرمان رايت (بالإنجليزية: Herman Wright)‏ هو عازف جاز أمريكي، ولد في 20 يونيو 1930 في ديترويت في الولايات المتحدة، وتوفي في 25 يونيو 1997 في نيويورك في الولايات المتحدة.

## روابط خارجية
- هيرمان رايت على موقع أول ميوزيك (الإنجليزية)
- هيرمان رايت على موقع ديسكوغز (الإنجليزية)